# Diva (album d'Annie Lennox)
Pour les articles homonymes, voir Diva.
Albums de Annie Lennox
Medusa
(1995)
Singles
1. Why
Sortie : Mars 1992
2. Precious
Sortie : Mai 1992
3. Walking on Broken Glass
Sortie : Août 1992
4. Cold
Sortie : Octobre 1992
5. Little Bird
Sortie : Février 1993

Diva est le premier album studio d'Annie Lennox sorti le 6 avril 1992.
L'album, qui s'est classé 1er au UK Albums Chart et 23e au Billboard 200, a été certifié quadruple disque de platine par la British Phonographic Industry (BPI) au Royaume-Uni et double disque de platine par la Recording Industry Association of America (RIAA) aux États-Unis.
Diva a remporté le Brit Award du « meilleur album britannique » et Annie Lennox celui de la « meilleure artiste féminine britannique ». L'opus a également été nommé aux Grammy Awards dans la catégorie « album de l'année » et la chanteuse dans celle de la « meilleure performance vocale féminine ». Le clip du single Diva a remporté le Grammy Award de la « meilleure vidéo musicale – version longue ».
L'album a été plutôt bien accueilli par la critique, le magazine Q le classant sur sa liste des « 50 meilleurs albums de 1992 ».

## Liste des titres
| No  | Titre                    | Auteur                     | Durée |
| --- | ------------------------ | -------------------------- | ----- |
| 1.  | Why                      | Annie Lennox               | 4:53  |
| 2.  | Walking on Broken Glass  | Lennox                     | 4:12  |
| 3.  | Precious                 | Lennox                     | 5:08  |
| 4.  | Legend in My Living Room | Lennox, Peter-John Vettese | 3:45  |
| 5.  | Cold                     | Lennox                     | 4:20  |
| 6.  | Money Can't Buy It       | Lennox                     | 4:58  |
| 7.  | Little Bird              | Lennox                     | 4:48  |
| 8.  | Primitive                | Lennox                     | 4:16  |
| 9.  | Stay by Me               | Lennox                     | 6:26  |
| 10. | The Gift                 | Lennox, The Blue Nile      | 4:52  |

| 11. | Keep Young and Beautiful | Al Dubin, Harry Warren | 2:17 |

| 12. | Step by Step | Lennox | 4:46 |

## Personnel
- Annie Lennox – claviers, chant
- Paul Joseph Moore – claviers
- Marius de Vries – claviers, programmation
- Peter-John Vettese – claviers, programmation
- Edward Shearmur – piano
- Kenji Jammer – guitare, programmation
- Steve Lipson – guitare, claviers, programmation, producteur
- Doug Wimbish – basse
- Gavyn Wright - violon
- Dave Defries – trompette
- Keith LeBlanc – batterie
- Luís Jardim – percussions
- Steve Jansen – programmation de la batterie